# Syrrhopodon cryptocarpus
Syrrhopodon cryptocarpus är en bladmossart som beskrevs av Frans François Dozy och Molkenboer 1854. Syrrhopodon cryptocarpus ingår i släktet Syrrhopodon och familjen Calymperaceae. Inga underarter finns listade i Catalogue of Life.